# Aad Mansveld
Aad Mansveld (La Haya, 14 de julio de 1944-ibídem, 5 de diciembre de 1991) fue un futbolista neerlandés que jugaba en la demarcación de defensa.

## Selección nacional
Jugó un total de seis partidos con la selección de fútbol de los Países Bajos. Hizo su debut el 30 de agosto de 1972 en un encuentro amistoso contra Checoslovaquia que finalizó con un resultado de 1-2 a favor del combinado neerlandés tras los goles de Vladimír Hagara para el combinado checoslovaco, y de Johan Cruyff y Johan Neeskens para los Países Bajos. Además disputó tres partidos de la clasificación para la Copa Mundial de Fútbol de 1974, siendo en dicha clasificación donde jugó su último partido como internacional, el 18 de noviembre de 1973.

## Clubes
| Club                       | País           | Año       | Partidos | Goles |
| -------------------------- | -------------- | --------- | -------- | ----- |
| ADO Den Haag               | Países Bajos   | 1964-1967 | 59       | 4     |
| Golden Gate Gales (cedido) | Estados Unidos | 1967      |          |       |
| ADO Den Haag               | Países Bajos   | 1967-1977 | 304      | 58    |
| Feyenoord                  | Países Bajos   | 1977-1979 | 35       | 8     |
| ADO Den Haag               | Países Bajos   | 1979-1981 | 77       | 9     |
| FC Utrecht                 | Países Bajos   | 1981-1982 | 12       | 0     |
| ADO Den Haag               | Países Bajos   | 1982      | 12       | 0     |

## Palmarés

### Campeonatos nacionales
| Título                   | Club         | País         | Año  |
| ------------------------ | ------------ | ------------ | ---- |
| Copa de los Países Bajos | ADO Den Haag | Países Bajos | 1968 |
| Copa de los Países Bajos | ADO Den Haag | Países Bajos | 1975 |